# POM (漫画制作ソフト)
POMは、IPA未踏ユースに採択された開発中の漫画制作ソフト。本ソフトは一般的な漫画制作ソフトのようにペイントソフトから発展したものではなく、「漫画設計支援システム」と称しているようにCADソフト由来の漫画制作ソフトである。

## 概要
函館工業高等専門学校(未踏ユース採択当時)の小林由佳により開発中の漫画制作ソフト。本ソフト開発プロジェクトはIPA未踏ユース2004年度に採択され、開発者は「2004年度天才プログラマー／スーパークリエイター」に認定された。
ComicStudioなどの従来の漫画制作ソフトがペイントソフトとして、漫画作品の仕上げ機能の充実に注力しているのに対し、本ソフトはネーム作成など上流工程のサポートに特化した構成になっており、既存の商業漫画作品の統計データをもとにしたページ配分・自動コマ割り・構図の提案機能を備える。
2010年8月15日現在、このソフトのアイディアの一部をもとにしたマンガコミュニケーションシステムβ版がWebアプリとして開発者が所属する株式会社テクノフェイスより公開されている。

## ソフトウェアの特徴

### 自動コマ割り
ページ配分や構図の提案を含めた自動コマ割りが本ソフトの中心となる機能で、そのバックには膨大な量の既存の商業漫画作品のページ配分などを集計したデータベースがある。このデータベースをもとに、シナリオにマッチした最適なコマ割りを自動的に作成することができる。ユーザーは、ジャンルごとに最適化されたコマ割りパターンを選択できる他、特定の作家のスタイルを模倣した作品を作ることもできる。

### コマ単位の編集
自動レイアウトされたコマ割りをマニュアルで編集する機能が計画されている。ただしこれは補助的なもので、IPA未踏ユース2007年度第2期に採択されたマンガワープロとは主従が逆の関係になる。

### 作画機能
作画機能は備えていない。

## 特許・論文
ベースになっている技術の特許および論文が公開されている
- 特許 【公開番号】特開2008−84348 (P2008−84348A)
- 小林由佳, 石若裕子「漫画設計支援システムPOM」『コンピュータ ソフトウェア』第25巻第1号、日本ソフトウェア科学会、2008年、82-88頁、doi:10.11309/jssst.25.1_82、ISSN 02896540、NAID 110006572500、CRID 1390001204736383360。